# Кизнерский район
Кизне́рский райо́н (удм. Кизнер ёрос) — административно-территориальная единица и упразднённое муниципальное образование (муниципальный район) в Удмуртской Республике Российской Федерации.
Административный центр — посёлок Кизнер.
Законом Удмуртской Республики от 10.06.2021 № 63-РЗ к 25 июня 2021 года муниципальный район и входящие в его состав сельские поселения преобразованы в муниципальный округ (слово район в официальном названии сохраняется).

## Физико-географические сведения
Район расположен в юго-западной части республики и на севере граничит с Вавожским районом, на востоке — с Можгинским и Граховским районами республики, на юге — с Татарстаном, на западе — с Кировской областью. Район расположен на Можгинской возвышенности. Юго-западная граница района проходит по реке Вятка и по территории района протекают её притоки — Казанка, Пыжманка, Люга, Умяк.
Площадь района — 2131,11 км². Лесистость района 57,8 %, при средней по Удмуртии — 46,8 %.

## История
Кизнерский район образован 24 января 1939 года по Указу Верховного Совета РСФСР из населённых пунктов преимущественно Вятско-Полянского и Малмыжского районов Кировской области. Центром района становится село Кизнер. В 1942 году административный центр района переведён в посёлок Кизнер. В 1956 году в состав района включены часть сельсоветов упразднённого Бемыжского района. В 1963 году Кизнерский и Граховский районы объединены в один — Кизнерский сельский район, но уже в 1965 году сельский район расформирован и оба района восстановлены.

## Население
| 1959    | 1970    | 1979    | 1989    | 2002    | 2009    | 2010    | 2011    | 2012    |
| ------- | ------- | ------- | ------- | ------- | ------- | ------- | ------- | ------- |
| 44 509  | ↘35 380 | ↘28 379 | ↘25 991 | ↘23 502 | ↘20 671 | ↘20 263 | ↘20 208 | ↘19 909 |
| 2013    | 2014    | 2015    | 2016    | 2017    | 2018    | 2019    | 2020    | 2021    |
| ↘19 576 | ↘19 432 | ↗19 465 | ↘19 175 | ↘18 871 | ↘18 393 | ↘17 800 | ↘17 197 | ↗17 854 |

### Национальный состав
По результатам переписи 2020 года, среди населения района русские составляли 52,1 %, удмурты — 39,5 % , татары — 5,7 %. Кизнерский район один из 13 сельских районов республики, где русские составляют большинство.

## Административное деление
В Кизнерский район как административно-территориальную единицу входят 17 сельсоветов. Сельсоветы (сельские администрации) как правило одноимённы образованным в их границах сельским поселениям (помимо упомянутых, это также Васильевский, Гыбданский, Лака-Тыжминский сельсоветы).
В муниципальный район входили 14 муниципальных образований со статусом сельских поселений.
| №  | Упразднённое муниципальное образование | Административный центр | Количество населённых пунктов | Население (чел.) | Площадь (км²) |
| -- | -------------------------------------- | ---------------------- | ----------------------------- | ---------------- | ------------- |
| 1  | Балдеевское                            | село Балдейка          | 5                             | ↘563             | 174,73        |
| 2  | Безменшурское                          | деревня Безменшур      | 5                             | ↘378             | 116,87        |
| 3  | Бемыжское                              | село Бемыж             | 1                             | ↘569             | 86,98         |
| 4  | Верхнебемыжское                        | деревня Верхний Бемыж  | 6                             | ↘598             | 102,16        |
| 5  | Кизнерское                             | посёлок Кизнер         | 6                             | ↗10 097          | 146,90        |
| 6  | Короленковское                         | село Короленко         | 6                             | ↘344             | 181,91        |
| 7  | Крымско-Слудское                       | село Крымская Слудка   | 5                             | ↘452             | 164,28        |
| 8  | Липовское                              | село Кизнер            | 5                             | ↘1528            | 127,71        |
| 9  | Муркозь-Омгинское                      | деревня Муркозь-Омга   | 5                             | ↘290             | 247,04        |
| 10 | Саркузское                             | деревня Саркуз         | 8                             | ↘462             | 151,28        |
| 11 | Старободьинское                        | деревня Старая Бодья   | 6                             | ↘745             | 254,78        |
| 12 | Старокармыжское                        | деревня Старый Кармыж  | 6                             | ↘442             | 119,67        |
| 13 | Старокопкинское                        | деревня Старые Копки   | 7                             | ↘594             | 252,44        |
| 14 | Ягульское                              | деревня Ягул           | 3                             | ↘637             | 4,36          |

29 октября 2012 года Кизнерский сельсовет с административным центром в селе Кизнер переименован в Липовский сельсовет.

### Населённые пункты
В Кизнерский район входят 69 населённых пунктов.
| №  | Населённый пункт   | Тип              | Население | Бывшее сельское поселение |
| -- | ------------------ | ---------------- | --------- | ------------------------- |
| 1  | 140 Квартал        | деревня          | →18       | Саркузское                |
| 2  | Айдуан-Чабья       | деревня          | ↘206      | Верхнебемыжское           |
| 3  | Айшур              | деревня          | ↘10       | Старокармыжское           |
| 4  | Аравазь-Пельга     | деревня          | ↘146      | Старокармыжское           |
| 5  | Асинер             | деревня          | ↘56       | Короленковское            |
| 6  | Бажениха           | деревня          | →47       | Крымско-Слудское          |
| 7  | Балдейка           | село             | ↘356      | Балдеевское               |
| 8  | Батырево           | деревня          | ↘50       | Кизнерское                |
| 9  | Безменшур          | деревня          | ↘260      | Безменшурское             |
| 10 | Бемыж              | село             | ↘569      | Бемыжское                 |
| 11 | Бертло             | деревня          | ↘117      | Безменшурское             |
| 12 | Васильево          | село             | ↘44       | Старокармыжское           |
| 13 | Верхний Бемыж      | деревня          | ↘227      | Верхнебемыжское           |
| 14 | Верхний Мултан     | деревня          | ↘8        | Саркузское                |
| 15 | Верхняя Кусо-Какся | деревня          | ↘1        | Старокопкинское           |
| 16 | Верхняя Муркозь    | деревня          | →0        | Муркозь-Омгинское         |
| 17 | Верхняя Тыжма      | деревня          | ↘185      | Верхнебемыжское           |
| 18 | Вичурка            | деревня          | ↘298      | Старободьинское           |
| 19 | Гозношур           | деревня          | →0        | Старободьинское           |
| 20 | Городилово         | деревня          | ↘58       | Верхнебемыжское           |
| 21 | Гучин-Бодья        | деревня          | ↘56       | Старободьинское           |
| 22 | Гыбдан             | деревня          | ↘137      | Старокопкинское           |
| 23 | Дома 993 км        | населённый пункт | ↘5        | Саркузское                |
| 24 | Кибья              | село             | ↘199      | Старободьинское           |
| 25 | Кизнер             | посёлок          | ↘9284     | Кизнерское                |
| 26 | Кизнер             | село             | ↘1438     | Липовское                 |
| 27 | Коммуна            | починок          | →5        | Безменшурское             |
| 28 | Короленко          | село             | ↘253      | Короленковское            |
| 29 | Кочетло            | деревня          | ↘13       | Кизнерское                |
| 30 | Крымская Слудка    | село             | ↘206      | Крымско-Слудское          |
| 31 | Кузнерка           | деревня          | ↘0        | Старокопкинское           |
| 32 | Лака-Тыжма         | деревня          | ↗783      | Кизнерское                |
| 33 | Макан-Пельга       | деревня          | ↘106      | Старокармыжское           |
| 34 | Марийский Сарамак  | деревня          | ↘98       | Крымско-Слудское          |
| 35 | Мултан             | деревня          | ↘2        | Короленковское            |
| 36 | Муркозь-Омга       | деревня          | ↘169      | Муркозь-Омгинское         |
| 37 | Нижняя Чабья       | деревня          | ↘93       | Балдеевское               |
| 38 | Новая Заря         | деревня          | →0        | Верхнебемыжское           |
| 39 | Новая Пандерка     | деревня          | ↘19       | Саркузское                |
| 40 | Новотроицкое       | деревня          | ↘4        | Верхнебемыжское           |
| 41 | Новый Бурнак       | деревня          | ↘89       | Муркозь-Омгинское         |
| 42 | Новый Мултан       | деревня          | ↘100      | Короленковское            |
| 43 | Новый Трык         | деревня          | ↘112      | Липовское                 |
| 44 | Носов              | починок          | ↘13       | Старободьинское           |
| 45 | Ныша               | деревня          | ↘0        | Саркузское                |
| 46 | Полько             | село             | ↘30       | Старокопкинское           |
| 47 | Поляково           | деревня          | ↘49       | Старокармыжское           |
| 48 | Русская Коса       | деревня          | ↘181      | Старокопкинское           |
| 49 | Русский Сарамак    | деревня          | 22        | Крымско-Слудское          |
| 50 | Саркуз             | деревня          | ↘336      | Саркузское                |
| 51 | Саркуз             | станция          | ↘122      | Саркузское                |
| 52 | Синяр-Бодья        | деревня          | ↘152      | Липовское                 |
| 53 | Средняя Тыжма      | деревня          | ↘21       | Кизнерское                |
| 54 | Старая Бодья       | деревня          | ↘349      | Старободьинское           |
| 55 | Старая Омга        | деревня          | ↘87       | Муркозь-Омгинское         |
| 56 | Старые Копки       | деревня          | ↘277      | Старокопкинское           |
| 57 | Старый Аргабаш     | деревня          | ↘113      | Балдеевское               |
| 58 | Старый Кармыж      | деревня          | ↘154      | Старокармыжское           |
| 59 | Старый Трык        | деревня          | ↘36       | Ягульское                 |
| 60 | Старый Ягул        | деревня          | ↘0        | Короленковское            |
| 61 | Сюлонер-Юмья       | деревня          | ↘38       | Старокопкинское           |
| 62 | Тузьмо-Чабья       | деревня          | ↘79       | Балдеевское               |
| 63 | Удмуртский Сарамак | деревня          | ↘227      | Крымско-Слудское          |
| 64 | Уч-Пучто           | деревня          | ↘3        | Ягульское                 |
| 65 | Черново            | деревня          | →11       | Кизнерское                |
| 66 | Чуштаськем         | деревня          | ↘65       | Безменшурское             |
| 67 | Ягул               | деревня          | ↘686      | Ягульское                 |
| 68 | Ямайкино           | деревня          | →0        | Безменшурское             |
| 69 | Ямушан-Ключи       | деревня          | ↘0        | Балдеевское               |

### Упразднённые населённые пункты
- 2004 год — деревни Калугино, Кибек-Пельга, Люга, Нижний Ишек, Нижняя Кусо-Какся, Петропавлово, Старая Пандерка, Старый Анык, Шигай и Яналка; починки Ильинский, Новоникольск и Петропавловский; населённые пункты Дома 980 км и Дома 1007 км[35].
- 2011 год — деревня Лыштанка[36].
- 2015 год — деревня Чулья[37].
- 2016 год — деревни Липовка и Синярка Липовского сельсовета, починок Советский Саркузского сельсовета[38].
- 2017 год — деревня Старая Казанка Муркозь-Омгинского сельсовета[39].

## Местное самоуправление
Государственная власть в районе осуществляется на основании Устава, структуру органов местного самоуправления муниципального района составляют:
1. Районный Совет депутатов — представительный орган местного самоуправления, в составе 25 депутатов, избирается каждые 5 лет.
2. Глава муниципального образования — высшее должностное лицо района, избирается Советом из своего состава. Должность Главы района занимает — Плотников Александр Иванович.
3. Администрация муниципального образования — исполнительно-распорядительный орган муниципального района. Глава Администрации района назначается на должность Советом по результатам конкурса. Должность Главы Администрации района занимает — Газизуллин Мударис Абдуллович.

Символика района
Официальными символами муниципального района являются герб и флаг, отражающие исторические, культурные, национальные и иные местные традиции и особенности.

## Социальная инфраструктура
Система образования района включает 20 школ, в том числе 14 средних и детский дом на 86 воспитанников, 22 детских сада и Профессиональное училище № 30. К учреждениям дополнительного образования относятся: музыкальная школа и центр детского творчества. Медицинскую помощь населению оказывают 5 больниц и 25 фельдшерско-акушерских пункта. Также в районе действуют 39 домов культуры и клубных учреждения, 26 библиотек и районный краеведческий музей.

## Экономика
Ведущая отрасль экономики района — сельское хозяйство. Площадь пашни в районе составляет 41735 га, в том числе посевная — 30108 га, из них зерновых — 13950 га, льна — 610 га. Поголовье крупного рогатого скота насчитывает 6895 голов, в том числе коров — 3171 голов. Всего в районе в отрасли сельского хозяйства функционируют 13 сельскохозяйственных предприятий.

### Транспорт
Район связан с Ижевском автомобильной дорогой. Через Кизнер и территорию района проходит Горьковская железная дорога. По территории района проходят газопроводы «Пермь—Уренгой», «Западная Сибирь—Центр».